# Kontrollratsgesetz Nr. 31
Mit dem vom Alliierten Kontrollrat am 1. Juli 1946 erlassenen Kontrollratsgesetz Nr. 31 Polizeibüros und -agenturen politischen Charakters wurden alle Polizeidienststellen und -agenturen aufgelöst, die mit der Überwachung und Kontrolle politischer Betätigung beauftragt waren.
Artikel III enthielt eine Strafklausel für den Fall der Zuwiderhandlung. Artikel IV enthielt eine Generalklausel zur Aufhebung von diesbezüglichen NS-Vorschriften. Dieses Vorgehen wurde bei Kontrollratsgesetzen gewählt, wenn eine detaillierte Überprüfung des gesamten Rechtsgebietes als zu arbeitsintensiv angesehen wurde.
Eine Überwachung und Kontrolle durch die deutsche Polizei fand aber weiterhin statt. So bestimmte eine einschlägige Vorschrift der US-Militärregierung, dass auf Anweisung die deutsche Polizei eine Beobachtung subversiver Elemente, die Besatzungsinteressen gefährdeten, vorzunehmen hatte.
Bereits 1946 gab es Diensteinheiten innerhalb der Kriminalpolizei der Sowjetischen Besatzungszone (SBZ), die unter anderem die Aufgabe hatten, gegen „konterrevolutionäre“ oder „antidemokratische Elemente“ vorzugehen. Diese Einheiten beschränkten sich jedoch auf Hilfstätigkeiten für die sowjetischen Organe. 1948 beschloss das Politbüro der KPdSU die Schaffung einer eigenen deutschen Geheimpolizei. 1950 wurde das Ministerium für Staatssicherheit mit Sitz in Ostberlin gegründet.
Die Gründung der Bundesrepublik Deutschland wurde bis ins Detail von den westalliierten Besatzungsmächten gelenkt. Im sogenannten Polizeibrief aus dem April 1949 gestatteten die alliierten Militärgouverneure der künftigen Bundesregierung, eine eigene Stelle „zur Sammlung und Verbreitung von Auskünften über umstürzlerische, gegen die Bundesregierung gerichtete Tätigkeiten einzurichten.“ Um eine neue Gestapo zu verhindern, untersagten sie aber, dieser Behörde auch Polizeibefugnisse einzuräumen (Trennungsgebot zwischen Polizei und Nachrichtendiensten). Im September 1950 trat das Bundesverfassungsschutzgesetz in Kraft.